# Hotel zur Post (Bremen)

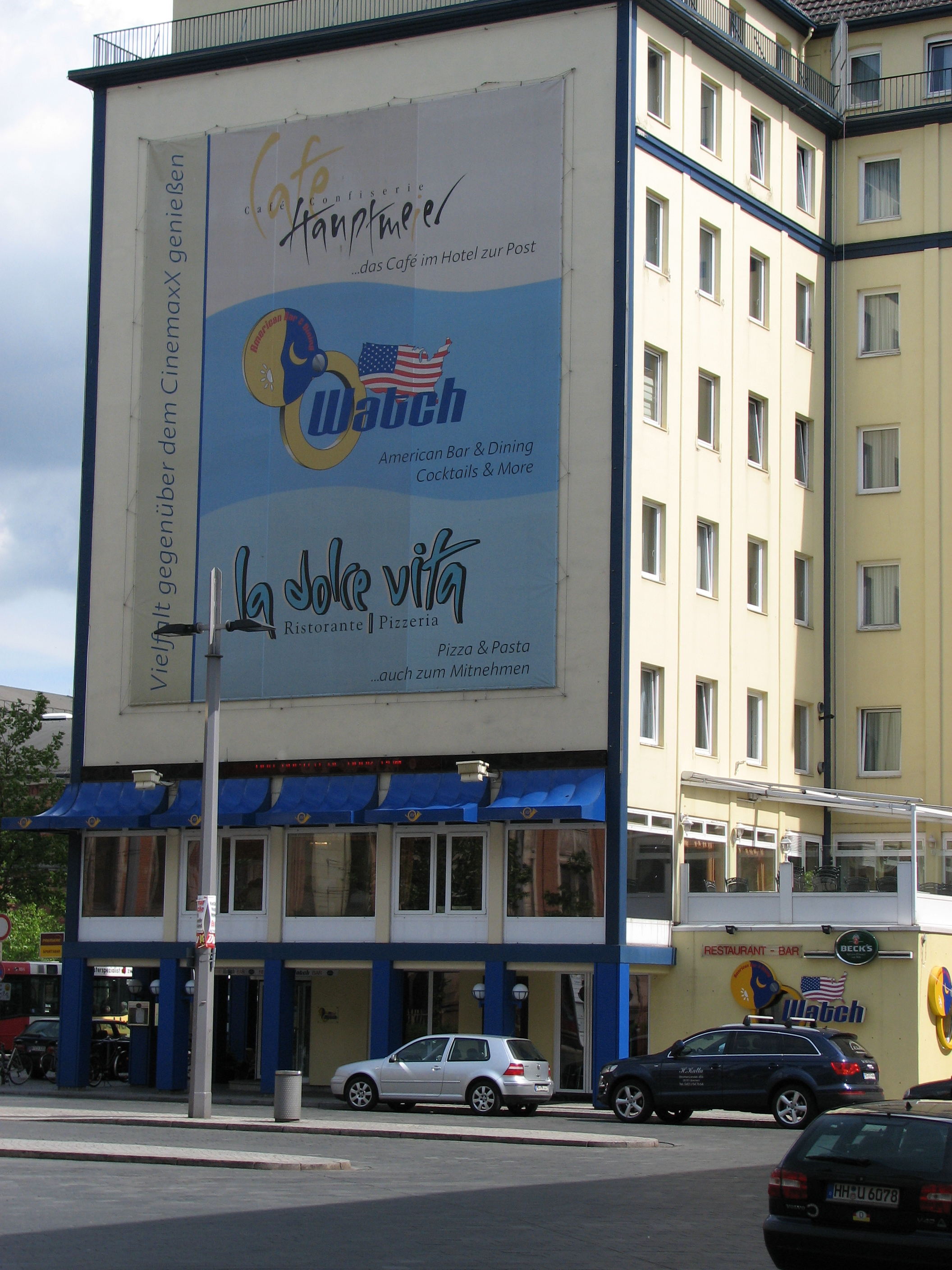
Hotel zur Post, aktuell Best Western Hotel zur Post

Das Hotel zur Post ist ein 1889 gebautes Hotel in Bremen-Mitte am Bremer Bahnhofsplatz.

## Geschichte
1889 baute der Gastwirt Johann Heinrich Christian Schaunhorst das Gebäude Nr. 11 am Bahnhofsplatz zu einem Hotel um, mit dem Namen Hotel zur Post.  
Fast zeitgleich entstand von 1893 bis 1896 das Überseemuseum, das rechtwinkelig davon den Platz abschloss. 1932 erwarb Georg Lünsmann das Hotel. Der Gastwirt Fritz Rößler hatte in der Bahnhofsstraße die florierende Gastwirtschaft Zum Hackepeter. Er erwarb 1938 das Hotel.
Im Zweiten Weltkrieg wurde das Gebäude zerstört. Zunächst richtete das Hotel in den beiden Hochbunkern im Bürgerpark Bremen an der Parkallee zwei Unterkünfte mit 90 Betten ein. Seit 1946 war dann ein Hotel in der Hohenlohestraße mit 66 Betten im Betrieb. Von 1952 bis 1953 konnte nach den Plänen der Architekten Günther Gengler und Heinz Höft das Hotel zur Post am alten Standort wieder neu aufgebaut werden. Das heute achtgeschossige Hotel hatte neben den Restaurants im Erd- und ersten Obergeschoss zunächst 77 Betten. Weitere Aus-, Anbauten und Modernisierungen folgten.
Das Hotel stieg auf zu den großen Häusern der Stadt. Ein Restaurant, das L’Orchidée (seit 2002 im Bremer Ratskeller), war von 1989 bis 2010 mit einem Stern des Guide Michelin ausgezeichnet.

### Aktuelle Situation
Nach der Übernahme durch die Hotelkooperation Best Western hat das nunmehr Viersterne-Haus 174 Zimmer mit um die 350 Betten.